# Ꜳ̈
Pour les articles homonymes, voir AA.
Cette page contient des caractères spéciaux ou non latins. S’ils s’affichent mal (▯, ?, etc.), consultez la page d’aide Unicode.
Ꜳ̈ (minuscule ꜳ̈) est une voyelle et un graphème utilisé en vieux norrois au Moyen Âge. Elle est composée d’un a dans l’a diacrité d’un tréma.

## Utilisation
Au Moyen Âge, le a dans l’a tréma ‹ ꜳ̈ › est utilisé en vieux norrois pour représenter le /ɛ/ long, le a dans l’a ‹ ꜳ › représentant un long /a/ et le tréma représentant l’Umlaut. Par exemple dans Holm papp 8 4o, f. 612 : Þördur öd I styr stirdum streings kom hagl ꜳ̈ dreingj [...].

## Représentations informatiques
L’a dans l’a tréma peut être représenté avec les caractères Unicode (latin étendu D, diacritiques) suivants :
| Formes    | Représentations | Chaînes de caractères | Points de code | Descriptions                                 |
| --------- | --------------- | --------------------- | -------------- | -------------------------------------------- |
| capitale  | Ꜳ̈               | Ꜳ◌̈                    | U+A732 U+0308  | lettre majuscule latine aa diacritique tréma |
| minuscule | ꜳ̈               | ꜳ◌̈                    | U+A733 U+0308  | lettre minuscule latine aa diacritique tréma |